# Werner Hildenbrand

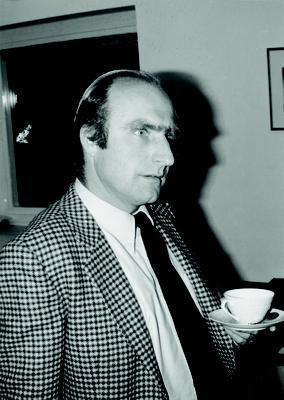
Werner Hildenbrand in 1973

Werner Hildenbrand (Göttingen, 25 mei 1936) is een Duits econoom en wiskundige. Hij werd opgeleid aan de Universiteit van Heidelberg, waar hij in 1961 zijn Diplom in de wiskunde, toegepaste wiskunde en natuurkunde behaalde. Hij vervolgde zijn opleiding aan de Universiteit van Heidelberg en behaalde in 1964 zijn Ph.D. in de wiskunde en zijn Habilitatie in de economie en wiskunde in 1968.
Van 1969 tot 2001 was hij professor in de economie aan de Universiteit van Bonn. Hij heeft diverse gasthoogleraarschappen bekleed, onder andere aan de Universiteit van Californië, Berkeley en de Université catholique de Louvain. Zijn onderzoek richtte zich op de algemene evenwichtstheorie en met name op het bestaan en de eigenschappen van de core van een economie.

## Boeken
- (en)  Core and Equilibria of a Large Economy, Princeton University Press, 1974.
- (en)  Introduction to Equilibrium Analysis met Alan Kirman, North-Holland, 1976.
- (en)  Equilibrium Analysis met Alan Kirman, North-Holland, 1988.
- (en)  Market Demand: Theory and Empirical Evidence, Princeton University Press, 1994.